# Jasmine Heikura
Jasmine Heikura, folkbokförd som Théa Jasmine-Beatrice Juno Lucina Hansen (egentligen Hansén), född Heikura den 10 april 1986 i Norra Karelen i östra Finland, är en svensk skådespelare och röstskådespelare.

## Biografi
Heikura har medverkat i reklamtrailers, långfilmer och på teaterscener runt om i Stockholm. 
Hennes genombrott var i filmen Morsarvet av Solveig Ternström. Heikura spelade senare rollen som Klara i Glasblåsarns barn, en långfilm i regi av Anders Grönros. Filmens inspelning inleddes 1996. 2001 var hon aktuell som Steffi i En ö i havet som sändes i Sommarlovsteatern.
Hon har bland annat gjort rösten till Hermione Granger i de svenskdubbade Harry Potter-filmerna. Heikura har också medverkat i TV-serien Snobben, som Karls lillasyster Sally Brown. Därtill har Heikura även gjort rösterna till en rad barnprogramsroller på såväl SVT, TV4 som Cartoon Network, Disney Channel och Nickelodeon. Hon har även gjort rösten till Annika i animerade filmerna och tv-serierna om Pippi Långstrump.

## Filmografi
- 1995 – Min granne Totoro (röst som Mei)
- 1997 – Chock. Det ringer
- 1997 – Pippi Långstrump (röst som Annika)
- 1998 – Aspiranterna (TV-serie)
- 1998 – Glasblåsarns barn
- 1998 – Pippi Långstrump (TV-serie) (röst som Annika)
- 1999 – Digimon Adventure (TV-serie) (röst som Sora, Yolei och Kari)
- 1999 – Pippi i Söderhavet (röst som Annika)
- 2000 – Digimon: The Movie (röst som Sora)
- 2000 – Dora utforskaren (TV-serie) (röst som Boots)
- 2000 – Tillsammans
- 2001 – Spökafton (TV-serie)
- 2001 – Harry Potter och de vises sten (film) (röst som Hermione Granger och Ginny Weasley)
- 2001 – Harry Potter och de vises sten (spel) (röst som Hermione Granger)
- 2002 – Den vilda familjen Thornberry – filmen (röst som Sarah Wellington)
- 2002 – Harry Potter och Hemligheternas kammare (film) (röst som Hermione Granger)
- 2002 – Harry Potter och Hemligheternas kammare (spel) (röst som Hermione Granger)
- 2003 – Max och Ruby (TV-serie) (röst som Ruby säsong 1-4)
- 2003 – Piggley Winks äventyr (TV-serie) (röst som Piggley Winks i säsong 1)
- 2004 – Harry Potter och fången från Azkaban (spel) (röst som Hermione Granger)
- 2004 – Harry Potter och fången från Azkaban (film) (röst som Hermione Granger)
- 2005 – Harry Potter och den flammande bägaren (spel) (röst som Hermione Granger)
- 2015 – Miraculous: Ladybug & Cat Noir på äventyr (TV-serie) (röst som Tikki)
- 2015 – Berättelsen om Askungen (röst som Ella/Askungen)
- 2016 – Sing (röst som Mina)
- 2017 – Lejonvakten: Scars återkomst (röst som Makini)
- 2018 – Spider-Man: Into the Spider-Verse (röst som Peni Parker/SP//dr)
- 2021 – Sing 2 (röst som Mina)

## Teater

### Roller
| År   | Roll    | Produktion               | Regi           | Teater     |
| ---- | ------- | ------------------------ | -------------- | ---------- |
| 1992 | Lisabet | Madicken Astrid Lindgren | Pernilla Skifs | Göta Lejon |
| 1995 | Marta   | Sound of Music           |                | Göta Lejon |